# Variatie (wiskunde)
Een variatie is in de combinatoriek een geordende keuze van {\displaystyle k} verschillende objecten uit een totaal van {\displaystyle n.} We realiseren zo'n variatie door uit een verzameling van {\displaystyle n} elementen er zonder teruglegging {\displaystyle k} te kiezen en de volgorde van kiezen te onthouden.
Het aantal variaties van {\displaystyle k} uit {\displaystyle n} wordt wel als {\displaystyle (n)_{k},} genoteerd en wordt gegeven door de volgende formule, waarin het uitroepteken {\displaystyle !} voor de faculteit staat:
{\displaystyle (n)_{k}={\frac {n!}{(n-k)!}}}
Worden alle {\displaystyle n} elementen gekozen, dus {\displaystyle k=n,} dan spreekt men van een permutatie of rangschikking van de {\displaystyle n} elementen. Sommigen zeggen altijd permutatie voor variatie. Dit sluit aan bij de notatie op veel rekenmachines, die een knop {\displaystyle {\text{nPr}}} voor het aantal variaties hebben van {\displaystyle r} uit {\displaystyle n}.

## Afleiding
Voor het kiezen van de eerste van de {\displaystyle k} objecten zijn er {\displaystyle n} mogelijke keuzes. Omdat niet wordt teruggelegd, zijn er voor de tweede nog {\displaystyle n-1}. Voor elke volgende vermindert het aantal keuzemogelijkheden met 1. Zo krijgt men:
{\displaystyle (n)_{k}=n(n-1)(n-2)\cdots (n-k+1)={\frac {n!}{(n-k)!}}}.
De laatste schrijfwijze laat zien dat men ook als volgt kan redeneren. Rangschik alle {\displaystyle n} objecten, dat kan op {\displaystyle n!} manieren. Beschouw de eerste {\displaystyle k} objecten van de verkregen permutatie als de gezochte variatie. Van de {\displaystyle n!} permutaties zijn er {\displaystyle (n-k)!} die met deze variatie beginnen, dus daar moet nog door worden gedeeld.

## Voorbeeld
Op een gebruikelijke Belgische kentekenplaat staan drie letters gevolgd door drie cijfers, bijvoorbeeld ABC 123. Sommige mogelijkheden zijn aan speciale groepen voorbehouden en ook zijn niet alle mogelijkheden toegestaan, zoals bijvoorbeeld de cijfercombinatie 000 niet. Als alle letters en alle cijfers waren toegestaan, zouden er 26×26×26×10×10×10 verschillende nummerplaten mogelijk zijn.
Op hoeveel van deze nummerplaten komt een letter dubbel voor? Daartoe berekenen we gemakkelijker eerst op hoeveel platen alle letters verschillend zijn. Dan vormen de letters een variatie van 3 uit 26, daarvan zijn er 26×25×24. Op 26×25x24x1000 nummerplaten van de 26×26x26x1000 zijn de letters verschillend. Op de rest komt een letter dubbel voor. Als fractie van het totaal is dat:
{\displaystyle 1-{\frac {26\times 25\times 24\times 1000}{26\times 26\times 26\times 1000}}=1-{\frac {25\times 24}{26\times 26}}=0{,}1124}.
Dat is dus ongeveer bij 1 op de 9 auto's.